# Campeonato Europeo de Natación en Aguas Abiertas de 2012
El VI Campeonato Europeo de Natación en Aguas Abiertas se celebró en Piombino (Italia) entre el 12 y el 16 de septiembre de 2012 bajo la organización de la Liga Europea de Natación (LEN) y la Federación Italiana de Natación. 
Las competiciones se realizaron en las aguas del mar Tirreno.

## Resultados

### Masculino
| Evento        | Oro                                 | Plata                                      | Bronce                                 |
| ------------- | ----------------------------------- | ------------------------------------------ | -------------------------------------- |
| 5 km (15.09)  | Kiril Abrosimov · Rusia · 54:47,1   | Andreas Waschburger · Alemania · 54:59,4   | Luca Ferretti · Italia · 55:06,6       |
| 10 km (12.09) | Kiril Abrosimov · Rusia · 1:57:46,8 | Andreas Waschburger · Alemania · 1:57:48,2 | Nicola Bolzonello · Italia · 1:57:54,0 |
| 25 km (16.09) | Petar Stoichev Bulgaria 5:04:02,3   | Arseni Lavrantiev Portugal 5:04:05,4       | Axel Reymond Francia 5:04:06,3         |

### Femenino
| Evento        | Oro                                   | Plata                                    | Bronce                                       |
| ------------- | ------------------------------------- | ---------------------------------------- | -------------------------------------------- |
| 5 km (15.09)  | Rachele Bruni · Italia · 1:00:56,9    | Kaliopi Araúzu · Grecia · 1:01:53,5      | Jana Pechanová · República Checa · 1:01:57,8 |
| 10 km (12.09) | Martina Grimaldi · Italia · 2:12:23,3 | Angela Maurer · Alemania · 2:12:24,7     | Jana Pechanová · República Checa · 2:12:26,1 |
| 25 km (16.09) | Alice Franco · Italia · 5:31:21,9     | Margarita Domínguez · España · 5:31:26,3 | Martina Grimaldi · Italia · 5:31:34,6        |

### Mixto
| Evento                   | Oro                                                              | Plata                                                                   | Bronce                                                                   |
| ------------------------ | ---------------------------------------------------------------- | ----------------------------------------------------------------------- | ------------------------------------------------------------------------ |
| 5 km por equipos (13.09) | Italia · Luca Ferretti · Simone Ercoli · Rachele Bruni · 59:04,2 | Grecia · Marios Kalafatis · Yeoryos Arniakos · Kaliopi Araúzu · 59:57,1 | Alemania · Thomas Lurz · Andreas Waschburger · Angela Maurer · 1:00:42,5 |

## Medallero
| Núm. | País            | Oro | Plata | Bronce | Total |
| ---- | --------------- | --- | ----- | ------ | ----- |
| 1    | Italia          | 4   | 0     | 3      | 7     |
| 2    | Rusia           | 2   | 0     | 0      | 2     |
| 3    | Bulgaria        | 1   | 0     | 0      | 1     |
| 4    | Alemania        | 0   | 3     | 1      | 4     |
| 5    | Grecia          | 0   | 2     | 0      | 2     |
| 6    | España          | 0   | 1     | 0      | 1     |
| 6    | Portugal        | 0   | 1     | 0      | 1     |
| 8    | República Checa | 0   | 0     | 2      | 2     |
| 9    | Francia         | 0   | 0     | 1      | 1     |
|      | TOTAL           | 7   | 7     | 7      | 21    |